# کوستلنی رادوون
کوستلنی رادوون (به چکی: Kostelní Radouň) یک منطقهٔ مسکونی در جمهوری چک است که در ناحیه ییندریخوف هرادتس واقع شده‌است. کوستلنی رادوون ۵٫۸۵ کیلومتر مربع مساحت و ۲۵۹ نفر جمعیت دارد و ۵۱۳ متر بالاتر از سطح دریا واقع شده‌است.